# 고훈정
고훈정(1983년 6월 15일 ~ )은 대한민국의 뮤지컬 배우이자 성악가이다.

## 수상
- 2016 예그린 뮤지컬 어워드 남자신인상
- 2017 JTBC 팬텀싱어 시즌 1 우승(포르테 디 콰트로)

## 음원 및 음반 발매
- 2016 JTBC 〈팬텀싱어〉 디지털 싱글 음원 《The Show must Go go on》, 《Danny Boy》, 《Luna》, 《Il Libro dell'amore》, 《L`impossibile Vivere》, 《Odissea》, 《Notte Stellata》, 《베틀노래》, 《Adagio》
- 2017 소속그룹 포르테 디 콰트로 월간 윤종신 3월호 디지털 싱글 음원 《마지막 순간》
- 2017 소속그룹 포르테 디 콰트로(Forte di Quattro) 정식앨범 1집 《포르테 디 콰트로》 CD
- 2017 소속그룹 포르테 디 콰트로(Forte di Quattro) 정식앨범 1집 《포르테 디 콰트로》 LP
- 2017 소속그룹 포르테 디 콰트로(Forte di Quattro) 정식앨범 1집 《포르테 디 콰트로》 리패키지
- 2017 소속그룹 포르테 디 콰트로(Forte di Quattro) 정식앨범 2집 《Classica》
- 2018 디지털 싱글 음원 《흩어진 바람》
- 2018 소속그룹 포르테 디 콰트로, 포레스텔라 디지털 싱글 음원 《L`impossibile Vivere》
- 2018 디지털 싱글 음원 《푸른 닻》
- 2018 디지털 싱글 음원 《Bury》
- 2018 소속그룹 포르테 디 콰트로(Forte di Quattro) 정식앨범 2.5집 《Colors》
- 2019 소속그룹 포르테 디 콰트로 디지털 싱글 음원 《Lacrimosa》
- 2019 소속그룹 포르테 디 콰트로(Forte di Quattro) 정식앨범 3집 《Harmonia》
- 2019 디지털 싱글 음원 《그 위로》
- 2021 소속그룹 포르테 디 콰트로 디지털 싱글 음원 《Comes True》
- 2021 팬텀싱어 올스타전 디지털 싱글음원 《비련》, 《도시의 Opera》, 《Miserere》, 《길》
- 2022 소속그룹 포르테 디 콰트로 디지털 싱글 음원 《Ophelia》, 《Winter Lullaby》
- 2022 소속그룹 포르테 디 콰트로(Forte di Quattro) 정식앨범 4집 《METAPHONIC》
- 2022 보컬 듀오 Always Summer 디지털 싱글 음원 《Always》, 《Everybody's Christmas》
- 2023 보컬 듀오 Always Summer 정식 앨범 《Wilderness》

## 출연 작품
뮤지컬
- 2009년 뮤지컬 〈스프링 어웨이크닝〉(싱어, 한센/오토 언더스터디)
- 2012년 뮤지컬 〈미라클〉(의사 역)
- 2012~2013년 뮤지컬 〈우연히 행복해지다〉(김우연 역)
- 2013년 뮤지컬 〈아리랑 - 경성 26년〉(이산엽 역)
- 2014년 뮤지컬 〈디스라이프 : 주그리 우스리〉(호경 역)
- 2014년 뮤지컬 〈주그리 우스리〉(지왕차사 역)
- 2014~2015년 뮤지컬 〈사춘기〉(용철 역)
- 2015년 뮤지컬 〈곤 투모로우〉(고종 역)
- 2015년 뮤지컬 〈잃어버린 얼굴 1895〉(휘 역)
- 2015년 뮤지컬 〈어쩌면 해피엔딩〉(제임스 역)
- 2016년 뮤지컬 〈천사에 관하여: 타락천사 편〉(루카, 다빈치 역)
- 2016년 뮤지컬 〈비스티〉(알렉스 역)
- 2016년 뮤지컬 〈더맨인더홀〉(늑대 역)
- 2016년 뮤지컬 〈팬레터(뮤지컬)〉(이윤 역)
- 2016~2017년 뮤지컬 〈어쩌면 해피엔딩〉(제임스 역)
- 2017년 뮤지컬 〈더데빌〉(X-White 역)
- 2017년 뮤지컬 〈비스티〉(알렉스 역)
- 2017년 뮤지컬 〈록키 호러 쇼〉(리프라프 역)
- 2018년 뮤지컬 〈마마 돈 크라이〉(드라큘라 백작 역)
- 2018년 뮤지컬 〈록키 호러 쇼〉(리프라프 역)
- 2018년 뮤지컬 〈천사에 관하여: 타락천사 편〉(루카, 다빈치 역)
- 2019년 뮤지컬 〈HOPE - 읽히지 않은 책과 읽히지 않은 인생〉(K 역)
- 2019년 뮤지컬 〈킹아더〉(아더 역)
- 2020년 뮤지컬 〈개와 고양이의 시간〉(플루토 역)
- 2020~2021년 뮤지컬 〈아킬레스〉(아킬레스 역)
- 2020~2021년 뮤지컬 〈HOPE - 읽히지 않은 책과 읽히지 않은 인생〉(K 역)
- 2021년 뮤지컬 〈라 레볼뤼시옹〉(홍규/레옹 역)
- 2021년 뮤지컬 〈마마 돈 크라이〉(드라큘라 백작 역)
- 2021~2022년 뮤지컬 〈더데빌〉(X-White 역)
- 2022년 뮤지컬 〈킹아더〉(아더 역)
- 2023년 뮤지컬 〈빠리빵집〉(영준 역)
- 2023년 뮤지컬 〈곤 투모로우〉(김옥균 역)
- 2024~2025년 뮤지컬 <스윙 데이즈_암호명 A> (야스오 역)
- 2025년 뮤지컬 오셀로의 재심 (오셀로 역)

연극
- 2015년 연극 〈만추〉(왕징 역)
- 2016년 연극 〈 Q 〉(이지환 역)
- 2025년 연극 <지킬 앤 하이드> (퍼포머 역)

드라마
- 2024년 <유어 아너>